# 高山峻野
- 髙山 峻野

高山 峻野（たかやま しゅんや、1994年9月3日 - ）は、広島県広島市西区出身の陸上競技選手。専門は110mハードルで、自己ベストは13秒10で元日本記録保持者。所属はゼンリン。2018年ジャカルタ・アジア大会・2022年杭州・アジア大会、2019年世界選手権ドーハ大会、2020年東京オリンピック代表。身長182cm、体重73kg。血液型はAB型。趣味は読書、お絵かき。

## 経歴
広島市立中広中学校入学後は野球をするなど陸上競技は二の次であったが、中学1年生のとき、広島県中学校陸上競技選手権で予選落ちしたことをきっかけに、兄と同じように陸上に専念、上級生の影響を受けてハードル競走を始める。中学3年生のときには、全日本中学体育大会で4位となる。2010年に広島工業大学高等学校に進学。高校3年時の6月には中国高校新記録となる14秒10をマークし、7月の世界ジュニア選手権で初の日本代表となる。予選5着で終わったものの、記録の14秒06は広島県高校新記録を樹立した。一方、同年のインターハイはバランスを崩して転倒し予選落ちとなり、高校時代は無冠のままで終わった。高校時代は顧問であった教頭の作っていた新聞が励みとなった。
2013年明治大学法学部に進学。2015年、3年生のときに出場した日本選手権で初優勝。2016年、日本インカレで優勝。
2017年、明治大学を退学し、ゼンリンに入社、同社陸上競技部に入部。同年の日本選手権で13秒44の自己ベストを出し優勝。日本代表として世界陸上に出場するも予選落ちに終わっている。同年の国体は5位、2018年の日本選手権は2位、アジア大会では日本人最高位、日本勢12年ぶりの3位入賞を果たしている。
2019年5月、IAAF世界リレー大会に新種目混合シャトルハードルリレーに木村文子・青木益未・金井大旺と出場、2位に入った。6月、布勢スプリントで日本タイ記録となる13秒36を出し優勝した。同月、日本選手権で優勝。7月、オールスターナイト陸上で日本新記録の13秒30を記録し優勝。2017年に続き世界陸上に出場するも、準決勝で敗れ決勝進出を逃した。
2020年、木南記念で優勝。2021年、日本選手権・室内60mハードルに出場するも、決勝でフライングで失格となった。2020年東京オリンピックに泉谷駿介・金井大旺とともに日本代表として出場するも、13秒98のタイムで予選敗退した。2022年8月、実業団・学生対抗（オールスターナイト陸上）で追い風0.6メートルの条件下で13秒10を記録し優勝。10月、田島記念で13秒43の大会新記録で優勝。
2023年2月、日本室内選手権で60メートル障害に出場し7秒64のタイムで優勝。4月、織田記念で13秒47の記録で2位。6月、日本選手権で2位入賞し、世界陸上の代表内定。同月布勢スプリントで1位と同タイムの13秒28で2位に入った。7月、アジア選手権に出場し、13秒29の記録で優勝し初の金メダルを手にした。8月、世界陸上に出場するも準決勝5着で敗退した。10月、アジア大会に出場、13秒41のタイムで1位（ヤクブ・アルユーハと着差なしで同率1位）、同種目の優勝は1982年の藤森良文以来41年ぶりであった。
2024年パリオリンピックの陸上競技男子110メートルハードルの予選では、5組に出場したが13秒46のタイムで4着となり敗者復活ラウンドに回った。敗者復活ラウンドでは3組で13秒45をマークしたものの2着の選手と1000分の5秒差で3着となり、各組上位2着までとされる要件に入れず準決勝には進めなかった。

## 主な戦績
主な戦績は以下の通り。
| 年   | 大会                         | 会場             | 結果       | 種目                       | 記録  | 備考                                     |
| ---- | ---------------------------- | ---------------- | ---------- | -------------------------- | ----- | ---------------------------------------- |
| 2009 | 全日本中学                   | 大分県           | 4位        | 110mYH                     | 14.26 |                                          |
| 2010 | 全国高校総体                 | 沖縄県           | 準決勝 8着 | 110mJH                     | 15.01 |                                          |
| 2010 | 国民体育大会                 | 千葉県           | 5位        | 110mJH                     | 14.42 | 追い風参考                               |
| 2011 | 全国高校総体                 | 岩手県           | 7位        | 110mJH                     | 14.70 |                                          |
| 2012 | 世界ジュニア                 | バルセロナ       | 予選5着    | 110mH                      | 14.06 |                                          |
| 2012 | 国民体育大会                 | 岐阜県           | 3位        | 110mH                      | 14.22 |                                          |
| 2012 | 日本ジュニア選手権           | 愛知県           | 6位        | 110mH                      | 14.46 |                                          |
| 2015 | 日本選手権                   | 新潟県           | 優勝       | 110mH                      | 13.81 |                                          |
| 2016 | 織田記念                     | 広島県           | 3位        | 110mH                      | 13.89 |                                          |
| 2016 | 日本インカレ                 | 埼玉県           | 優勝       | 110mH                      | 14.02 |                                          |
| 2017 | 織田記念                     | 広島県           | 3位        | 110mH                      | 13.45 |                                          |
| 2017 | 日本選手権                   | 大阪府           | 優勝       | 110mH                      | 13.45 |                                          |
| 2017 | アジア選手権                 | ブバネーシュワル | 4位        | 110mH                      | 13.65 |                                          |
| 2017 | 世界陸上                     | ロンドン         | 予選7着    | 110mH                      | 13.65 |                                          |
| 2017 | 全日本実業団                 | 大阪府           | 2位        | 110mH                      | 13.65 |                                          |
| 2017 | 国民体育大会                 | 愛媛県           | 5位        | 110mH                      | 13.68 |                                          |
| 2018 | 織田記念                     | 広島県           | 5位        | 110mH                      | 13.76 |                                          |
| 2018 | セイコーGGP                  | 大阪府           | 3位        | 110mH                      | 13.55 |                                          |
| 2018 | 日本選手権                   | 山口県           | 2位        | 110mH                      | 13.45 |                                          |
| 2018 | アジア大会                   | ジャカルタ       | 3位        | 110mH                      | 13.48 |                                          |
| 2018 | 全日本実業団                 | 大阪府           | 1位        | 110mH                      | 13.59 |                                          |
| 2019 | アジア選手権                 | ドーハ           | 4位        | 110mH                      | 13.44 |                                          |
| 2019 | IAAF世界リレー大会           | 横浜             | 2位        | 混合シャトルハードルリレー | 55.59 | 走順は木村文子、高山、青木益未、金井大旺 |
| 2019 | セイコーGGP                  | 大阪府           | 4位        | 110mH                      | 13.51 |                                          |
| 2019 | 布勢スプリント               | 鳥取県           | 1位        | 110mH                      | 13.36 | 当時日本記録タイ                         |
| 2019 | 日本選手権                   | 福岡県           | 1位        | 110mH                      | 13.36 | 当時日本記録タイ・大会記録タイ           |
| 2019 | オールスターナイト陸上       | 神奈川県         | 1位        | 110mH                      | 13.30 | 当時日本記録                             |
| 2019 | Athlete Night Games in FUKUI | 福井県           | 1位        | 110mH                      | 13.25 | 当時日本記録                             |
| 2019 | 世界陸上                     | ドーハ           | 予選2着    | 110mH                      | 13.32 | 国外での日本選手最高                     |
| 2019 | 世界陸上                     | ドーハ           | 準決勝6着  | 110mH                      | 13.58 |                                          |
| 2019 | 田島記念                     | 山口県           | 1位        | 110mH                      | 13.50 |                                          |
| 2019 | 北九州陸上カーニバル         | 福岡県           | 1位        | 110mH                      | 13.52 |                                          |
| 2020 | セイコーGGP                  | 東京都           | 3位        | 110mH                      | 13.74 |                                          |
| 2020 | 全日本実業団                 | 埼玉県           | 1位        | 110mH                      | 13.51 |                                          |
| 2020 | 日本選手権                   | 新潟県           | 2位        | 110mH                      | 13.47 |                                          |
| 2020 | 田島記念                     | 山口県           | 1位        | 110mH                      | 13.44 |                                          |
| 2020 | 木南記念                     | 大阪府           | 1位        | 110mH                      | 13.49 |                                          |
| 2021 | 日本選手権室内               | 大阪府           | 予選1位    | 60mH                       | 7.62  | 不正スタートで決勝失格                   |
| 2021 | READY STEADY TOKYO           | 東京都           | 3位        | 110mH                      | 13.45 |                                          |
| 2021 | 布勢スプリント               | 鳥取県           | 3位        | 110mH                      | 13.48 |                                          |
| 2021 | 日本選手権                   | 大阪府           | 3位        | 110mH                      | 13.37 |                                          |
| 2021 | オリンピック                 | 東京都           | 予選6着    | 110mH                      | 13.98 |                                          |
| 2021 | 全日本実業団                 | 大阪府           | 5位        | 110mH                      | 13.75 |                                          |
| 2021 | 田島記念                     | 山口県           | 予選4着    | 110mH                      | 14.25 | B決勝欠場                                |
| 2022 | 日本選手権室内               | 大阪府           | 3位        | 60mH                       | 7.67  |                                          |
| 2022 | 織田記念                     | 広島県           | 4位        | 110mH                      | 13.92 |                                          |
| 2022 | セイコーGGP                  | 東京都           | 7位        | 110mH                      | 13.75 |                                          |
| 2022 | 日本選手権                   | 大阪府           | 5位        | 110mH                      | 13.60 |                                          |
| 2022 | 布勢スプリント               | 鳥取県           | 1位        | 110mH                      | 13.32 |                                          |
| 2022 | オールスターナイト陸上       | 神奈川県         | 1位        | 110mH                      | 13.10 |                                          |
| 2022 | 田島記念                     | 山口県           | 1位        | 110mH                      | 13.43 |                                          |
| 2023 | 日本選手権室内               | 大阪府           | 1位        | 60mH                       | 7.64  |                                          |
| 2023 | 織田記念                     | 広島県           | 2位        | 110mH                      | 13.47 |                                          |
| 2023 | セイコーGGP                  | 神奈川県         | 2位        | 110mH                      | 13.25 |                                          |
| 2023 | 日本選手権                   | 大阪府           | 2位        | 110mH                      | 13.30 |                                          |
| 2023 | 布勢スプリント               | 鳥取県           | 2位        | 110mH                      | 13.28 |                                          |
| 2023 | アジア選手権                 | バンコク         | 1位        | 110mH                      | 13.29 |                                          |
| 2023 | 世界陸上                     | ブダペスト       | 予選2着    | 110mH                      | 13.35 |                                          |
| 2023 | 世界陸上                     | ブダペスト       | 準決勝5着  | 110mH                      | 13.34 |                                          |
| 2023 | アジア大会                   | 杭州             | 1位        | 110mH                      | 13.41 | ヤクブ・アルユーハと同着                 |